# Filip Ugran
Filip-Ioan Ugran (Târgu Mureş, 12 de setembro de 2002), é um automobilista romeno.

## Carreira

### Campeonato de Fórmula 3 da FIA
Em 26 de fevereiro de 2021, foi anunciado que Ugran havia sido contratado pela equipe Jenzer Motorsport para a disputa do Campeonato de Fórmula 3 da FIA de 2021, fazendo parceria com Calan Williams.
Ugran pilotou pela Jenzer Motorsport, Charouz Racing System e Van Amersfoort Racing durante os testes de pós-temporada de 2021. No entanto, ele não foi selecionado por nenhuma das equipe para a disputa da temporada seguinte, então ele deixou a categoria. Porém, Ugran voltou à Fórmula 3 para a rodada de Silverstone da temporada de 2022, substituindo Alexander Smolyar, que não pôde disputar a rodada de Silverstone por não conseguir entrar no Reino Unido devido há problemas de visto. Ele terminou suas corridas em 23º e 18º, antes de devolver seu assento a Smolyar para a rodada de Spielberg. Ugran terminou o ano em 36º lugar na classificação geral.

### Eurofórmula Open
Em 2022, Ugran mudou-se para o Campeonato de Eurofórmula Open, competindo pela equipe Van Amersfoort Racing. Ele conseguiu um pódio durante a temporada, onde ficou em terceiro lugar na rodada de Paul Ricard. No entanto, após quatro rodadas na temporada, a Van Amersfoort Racing deixou a competição com efeito imediato, deixando Ugran sem vaga. Isso fez com que o piloto terminasse em nono na classificação geral.

### European Le Mans Series
Depois de ficar sem competir após o Campeonato de Eurofórmula Open de 2022, ele se juntou à European Le Mans Series de 2022 com a equipe Algarve Pro Racing ao lado de Bent Viscaal nas duas rodadas restantes da campanha. Ugran terminou ambas as rodadas em oitavo e quinto lugares.

### Campeonato Mundial de Endurance da FIA
Em 2023, Ugran passou a competir no Campeonato Mundial de Endurance da FIA com a equipe Prema Racing na categoria LMP2, pilotando ao lado de Bent Viscaal, Juan Manuel Correa e Andrea Caldarelli.